# بيتين
بيتَين هي قرية فلسطينية في محافظة رام الله والبيرة في وسط الضفة الغربية، وتقع على 5 كيلومتر (3.1 mi) مدينة رام الله. شمال شرق رام الله على طول طريق رام الله نابلس. تقع قرية دورا القرع وعين يبرود الفلسطينية إلى الشمال، وقرية رمّون إلى الشرق، وقرية دير دبوان إلى الجنوب الشرقي، وقرية البيرة إلى الجنوب الغربي. تقع مستوطنة بيت إيل الإسرائيلية شمال غرب بيتين.
تأسست قرية بيتين في منتصف القرن التاسع عشر. موقع البلدة القديمة والمزار التوراتي بيت إيل، والتي تركت مهجورة بعد فترة الصليبيين. ظلت المنطقة غير مأهولة بالسكان حتى أواخر العصر العثماني، عندما تأسست مدينة بيتين الحديثة. يوجد حول بيتين عدة ينابيع، وهي معروفة ببساتين الزيتون واللوز والتين والبرقوق.

## تاريخها
تم الاستقرار في الموقع لأول مرة خلال العصر الحجري النحاسي. تم العثور على شظايا من العصر البرونزي المبكر والمتوسط والمتوسط والمتأخر، بالإضافة إلى العصر الحديدي الأول والثاني، والفارسي، والهلنستي، والروماني، والبيزنطي والصليبي / الأيوبي. عند أنقاض برج المراقبة الصليبي ( البرج )، تم اكتشاف بقايا سكنية من العصر المملوكي.
في العصرين الهلنستي والروماني، تم ذكر بيت إيل في سفر المكابيين الأول، كانت المدينة تحت حماية بكيديس (أثناء ثورة المكابيين ) وفي وقت لاحق تحت حماية فيسباسيان (أثناء الحرب اليهودية الرومانية الأولى ). في العصر البيزنطي ، كانت مدينة بيت إيل تحتفل بالمهرجانات السنوية في 18 أكتوبر. كان السكان من المسيحيين الأرثوذكس الشرقيين وكان من المعروف أن الرهبان من شبه جزيرة سيناء ، وخاصة زوسيما من فلسطين، زاروا المدينة. تم العثور في الموقع على كنيسة يعود تاريخها إلى القرن الخامس الميلادي.
تم التخلي عن بيت إيل بعد هزيمة الصليبيين عام 1187 على يد صلاح الدين الأيوبي وتدمير المواقع المسيحية التي أعقبت ذلك. ظلت غامضة وغير مذكورة في مصادر مختلفة من القرن الثالث عشر إلى القرن التاسع عشر، بما في ذلك ياقوت، ومجير الدين، والمسافرين الأوروبيين، مما يشير على الأرجح إلى حالة من الخراب منذ سقوط المملكة الصليبية.

### الفترة العثمانية
لم تكن بيتين موجودة في التعدادات العثمانية في القرن السادس عشر. عندما زارها روبنسون في عام 1838 وشوارتز قبل عام 1845، كانت لا تزال في حالة خراب. مع ذلك، بحلول زيارة جورين في عام 1863، أصبحت المدينة مأهولة بالسكان، وكان سكانها ينحدرون من منطقة البرقع القريبة. بعد إعادة تأسيس بيتين، أصبحت القرية تحت إدارة المتصرف ("محافظة") القدس. في أوائل القرن التاسع عشر، هاجر الناس من شرق الأردن وأماكن أخرى إلى بيتين  وبنوا مسجدًا بالقرب من موقع الكنيسة القديمة.
في عام 1838 أشار إدوارد روبنسون إلى بيتين باعتبارها مكانًا "مدمرًا أو مهجورًا"، يقع مباشرة إلى الشمال من القدس. في عام 1863 وجد فيكتور جورين أن عدد سكان القرية يبلغ 400 نسمة، بينما أظهرت قائمة القرى العثمانية من حوالي عام 1870 أن بيتين كان بها عدد سكان من الذكور البالغين يبلغ 140، في إجمالي 55 منزلاً (وبالتالي باستثناء النساء والأطفال).
في عام 1882، وصف مسح غرب فلسطين الذي أجرته مؤسسة أبحاث فلسطين قرية بيتين بأنها "قرية مبنية على جانب نتوء مسطح يرتفع قليلاً من الشمال. في الجنوب الشرقي، يوجد وادٍ مسطح، به حدائق تين ورمان جيدة، وهناك أشجار تين أخرى حول القرية وبين المنازل. تتميز الأكواخ بمظهرها الخراب، بجدران حجرية خشنة. يوجد منزل أبيض مربع واحد من طابقين، يمكن رؤيته من مسافة بعيدة. الأرض مفتوحة للغاية، والمنحدرات لطيفة؛ تنحدر القرية تدريجيًا نحو الجنوب الشرقي. الأرض المحيطة خالية تمامًا من الأشجار، من الطباشير الأبيض، قاحلة جدًا وحجارة من الجنوب؛ من الحجر الجيري الصلب الذي ينمو في الشمال؛ والحقول مقسمة بجدران حجرية جافة منخفضة. إن تباين الصخور الرمادية والأراضي المحروثة الحمراء وأشجار التين الخضراء الداكنة لافت للنظر للغاية.
كما توجد بقايا برج كبير باتجاه الشمال، وعلى الجنوب جدران كنيسة من تاريخ الحروب الصليبية ، كانت مخصصة للقديس يوسف. يُقدَّر عدد السكان بـ 400 نسمة. تُزوَّد المنطقة بالمياه من نبعٍ عذبٍ جنوبًا، ينبع في حوضٍ دائري. النبع مزدوج، وكان مُحاطًا بخزانٍ كبير، طوله 314 قدمًا من الشمال الغربي والجنوب الشرقي، و217 قدمًا من الحجارة الضخمة. يبلغ ارتفاع الجدران الشرقية والجنوبية حوالي 10 أقدام. النبع دائم"
في عام 1896 قُدِّر عدد سكان بيتين بحوالي 360 شخصًا. في عام 1907، تم العثور على حدائق صغيرة وعدد قليل من المقابر القديمة في المنطقة المجاورة، وكان السكان المسلمون معروفين بقوتهم وشجاعتهم.

### فترة الانتداب البريطاني
في تعداد فلسطين الذي أجرته سلطات الانتداب البريطاني عام 1922، بلغ عدد سكان بيتين 446 نسمة؛ جميعهم مسلمون، وارتفع العدد في وقت تعداد عام 1931 إلى 566 نسمة، جميعهم مسلمون، في 135 منزلاً. في إحصاءات عام 1945 بلغ عدد السكان 690 مسلماً، بينما بلغت المساحة الإجمالية للأرض 4764 دونماً، وذلك وفقاً لمسح رسمي للأراضي والسكان. ومن هذه المساحة، تم تخصيص 1,348 دونمًا للمزارع والأراضي القابلة للري، و1,853 دونمًا للحبوب، بينما تم تصنيف 38 دونمًا كمناطق مبنية.

### فترة الحكم الأردني
في أعقاب نكبة عام 1948 ، وبعد اتفاقيات الهدنة عام 1949، أصبحت بيتين تحت الحكم الأردني. في عام 1961، وجد تعداد السكان الأردني أن عدد السكان بلغ 1017 نسمة.

### ما بعد عام 1967
بعد حرب الأيام الستة عام 1967، أصبحت بيتين، مع بقية الضفة الغربية، تحت الاحتلال الإسرائيلي. بلغ عدد السكان في تعداد عام 1967 الذي أجرته السلطات الإسرائيلية 958 نسمة، منهم 134 من أصل الأراضي الإسرائيلية. بعد اتفاقيات عام 1995، تم تصنيف 19.1% من أراضي القرية كمنطقة ب، في حين تم تعريف 80.9% المتبقية كأراضي المنطقة ج. كما تم الاستيلاء على أراضي قرية بيتين من أجل بناء البؤرة الاستيطانية الإسرائيلية غير القانونية جفعات أساف.
في 19 ديسمبر/كانون الأول 2011، اتُهم المستوطنون الإسرائيليون بتنفيذ هجوم "ثمن الثمن" الثاني في أربعة أيام فقط، حيث تم إحراق خمس سيارات مملوكة لفلسطينيين وكتابة جرافيتي على جدران العديد من المنازل. خلال الحادث الأول (15 ديسمبر/كانون الأول 2011)، لم يكتف المهاجمون بتخريب مسجد، بل هاجموا أيضاً قاعدة عسكرية تابعة لجيش الاحتلال الإسرائيلي في الضفة الغربية، مما أدى إلى إصابة قائد إسرائيلي رفيع المستوى. بحسب شهود عيان على الحادثة الثانية، فقد فرق الجيش الإسرائيلي المستوطنين دون اعتقال أي منهم  ومن المفترض أنهم اعتدوا على القائد الإسرائيلي أيضًا، على الرغم من أن الحادثة قبل أربعة أيام دفعت رئيس الوزراء الإسرائيلي بنيامين نتنياهو إلى القول: "لن نسمح لهم بمهاجمة جنودنا. لن نسمح لهم بإشعال حرب دينية مع جيراننا. لن نسمح لهم بتدنيس المساجد. لن نسمح لهم بإيذاء اليهود أو العرب".

## آثارها
تعد القرية ذات موقع أثري، حيث تحتوي مواقع أثرية عديدة، وفي عام 1936 وضعت الحكومة البريطانية يدها على قطعة أرض كبيرة من أراضي القرية وأقامت عليها محطة الإذاعة الفلسطينية.

### أطلال الكنيسة
تُعرف أطلال الكنيسة البيزنطية في اللغة العربية باسم "المقاطر" أو "خربة الكنيسة" (أطلال الكنيسة).   وبحسب روهريشت ، عندما وصل الصليبيون ، وجدوا كنيسة مدمرة. قاموا ببناء آخر ووضعوه أولاً تحت دير القديس يوسف الرامي، ثم تحت شرائع القبر المقدس. تم رسم أنقاض الكنيسة في ثمانينيات القرن التاسع عشر.

### أطلال البرج (البرج)
يوجد في الجزء الغربي من القرية أثر آخر يسمى "برج بيتين" أو البرج ببساطة. قد تم رسمها أيضًا في ثمانينيات القرن التاسع عشر. يبلغ ارتفاع أطلال البرج حوالي متر واحد، ويبدو أنه تم بناؤه على أطلال أقدم لدير بيزنطي. يعتقد البعض أنه تم بناؤه في الموقع الذي بنى فيه إبراهيم المذبح. وفقًا لعالم الكتاب المقدس إدوارد روبنسون الذي زار فلسطين في القرن التاسع عشر، فإن برج بيتين يتكون من حجارة متداعية كانت تشكل جزءًا من قلعة وكنيسة يونانية.  كان البرج يستخدم كبرج مراقبة من قبل الصليبيين. 

## سبب التسمية
يعود أصل تسميتها الى كلمة (بيت أيل) ومعناها بيت الله، وكانت قديماً محل أقامه ملوك الكنعانيين، وقد اطلق عليها الفرنجة اسم (بيثل) تبلغ مساحة أراضيها 4764 دونماً. قدر عدد سكانها عام 1922 حوالي 446 نسمة، وفي عام 1945 حوالي 690 نسمة، وفي عام 1967 كان 958 نسمة، وفي عام 1996 ارتفع إلى 2115 نسمة.